# Doris J. Jensen
Doris Louise Pauline Jakobsen Jensen (født Jakobsen, 30. oktober 1978 i Ilulissat) er en grønlandsk politiker og lærer.
Doris Jakobsen er datter af Ole Lars og Sofie Jakobsen. Hun gik i skole i Ilulissat 1984-1994 og et år Sønderborg 1994-1995. Derefter gik hun på gymnasiet i Aasiaat fra 1995 til 1998. Efter endt skolegang gik hun på Ilinniarfissuaq (Grønlands Seminarium) i Nuuk. Hun er gift med Ejvind Jensen, har to døtre og to stedbørn.
Doris Jakobsen var medlem af Siumut Ungdom fra 1992, hvor hun var formand for afdelingen  i Aasiaat Kommune fra 1996 til 1998 og landsformand fra 1998 til 2005. Fra 1992 var hun medlem af Det Grønlandske Ungdomsråd Sorlak, som hun blev formand for i 2002. Fra 1997 sad hun i Siumuts partibestyrelse, fra 2009 til 2011 som næstformand. Fra 2004 til 2006 var hun medlem af Inuit Circumpolar Council for sit parti.
Hun blev første gang valgt ind i Grønlands parlament, Inatsisartut ved parlamentsvalget i 2002 i en alder af 24 år. Hun blev valgt til kommunalbestyrelsen i Nuuk Kommune ved kommunalvalget i 2005 og stillede også op til folketingsvalget i 2005, men måtte se sig slået af Lars-Emil Johansen.
Ved valget i 2005 blev hun genvalgt til Inatsisartut. Efter valget blev hun i en alder af 27 år udnævnt til minister for kultur, uddannelse, forskning og kirke i Regeringen Hans Enoksen IV i december 2005, hvilket gjorde hende til den yngste person nogensinde på en ministerpost i Grønland. I november 2006 blev hun afskediget af landsstyreformand Hans Enoksen, som angav dårlige resultater som årsag. Hun stillede op til folketingsvalget i 2007 og endte igen bag Lars-Emil Johansen på førstepladsen, og var kortvarigt midlertidigt folketingsmedlem som hans stedfortræder i 2009. Ved kommunalvalget i 2008 blev hun valgt ind i kommunalbestyrelsen i den nye Sermersooq Kommune og udnævnt til 2. viceborgmester.
Hun blev genvalgt til Grønlands parlament ved valget i 2009. To år senere stillede hun op til folketingsvalget i 2011 og blev valgt ind i Folketinget for første gang. Ved parlamentsvalget i Grønland 2013 vandt hun en plads i det grønlandske parlament, mens hun ikke stillede op til kommunalvalget samme år.
I 2014 stillede Doris Jakobsen op som kandidat til formandsposten i partiet Siumut som efterfølger til Aleqa Hammond. Formandsopgøret blev dog vundet af Kim Kielsen med 44 af 65 stemmer. Doris Jakobsen fik 2 stemmer. Samme år blev hun valgt til Grønlands parlament for femte gang i træk ved parlamentsvalget i 2014. Hun blev efterfølgende udnævnt til minister for sundhed og nordiske anliggende i Regeringen Kielsen II i december 2014. Hun søgte derfor orlov fra Folketinget. I februar 2015 blev hun imidlertid bevilget orlov fra Naalakkersuisut af formand Kim Kielsen, så hun kunne genoptage sit arbejde i Folketinget. Nick Nielsen havde været hendes stedfortræder i Folketinget fra 16. december 2014 til 11. februar 2015. Hun stillede ikke op igen ved folketingsvalget i 2015. I oktober 2016 blev hun minister for uddannelse, kultur, forskning og kirke i Regeringen Kielsen III.
Ved parlamentsvalget i 2018 blev hun valgt til Grønlands parlament for sjette gang og efterfølgende udnævnt til sundheds- og forskningsminister i Regeringen Kielsen IV. Da Partii Naleraq forlod regeringen i september 2018, overtog hun midlertidigt social-, familie- og justitsministerierne. En måned senere blev hun udnævnt til minister for sundhed, sociale anliggender og justitsvæsen i Regeringen Kielsen V, men hun blev tvunget til at træde tilbage efter knap to uger den 17. oktober, efter at benzinkortet til hendes tjenestebil var blevet misbrugt. Derefter indtog hun sin plads i Grønlands parlament.
Hun blev akkurat genvalgt til Grønlands parlamentet med Siumuts sidste mandat ved parlamentsvalget i 2021. Ved kommunalvalget samme dag blev hun kun stedfortræder nummer fire for Siumut i Kommuneqarfik Sermersooq.
I sin politiske karriere har hun bl.a. fremsat forslag for Grønlands Landsting om, at der skulle igangsættes en undersøgelse af, om der var skilte på gangene i Hjemmestyret, hvor teksten ikke var skrevet på grønlandsk . Hun har endvidere foreslået, at alle politikerne i parlamentet (Inatsisartut) skulle pålægges at aflevere urinprøver for at kontrollere, om nogen af dem havde røg hash .